# Pinot noir précoce
Pinot noir précoce – mutant odmiany winorośli (Vitis vinifera): pinot noir. We Francji pinot noir précoce traktowany jest jako wcześniej dojrzewający klon pinot noir. W innych krajach traktowany jest jako oddzielna odmiana.

## Charakterystyka
Wzrost krzewu umiarkowanie silny. Liście są średniej wielkości, z trzema lub pięcioma mało zaznaczonymi klapami. Grona małe do średnich, niezbyt zwarte. Jagody granatowoczarne z woskowym nalotem, kuliste, małe lub średniej wielkości. Owoce dojrzewają około 2-3 tygodnie przed pinot noir.

## Cięcie
Krzew dobrze plonuje przy cięciu na 6-12 oczek Pierwsze 2 pąki od nasady łozy rodzą mniejsze grona.

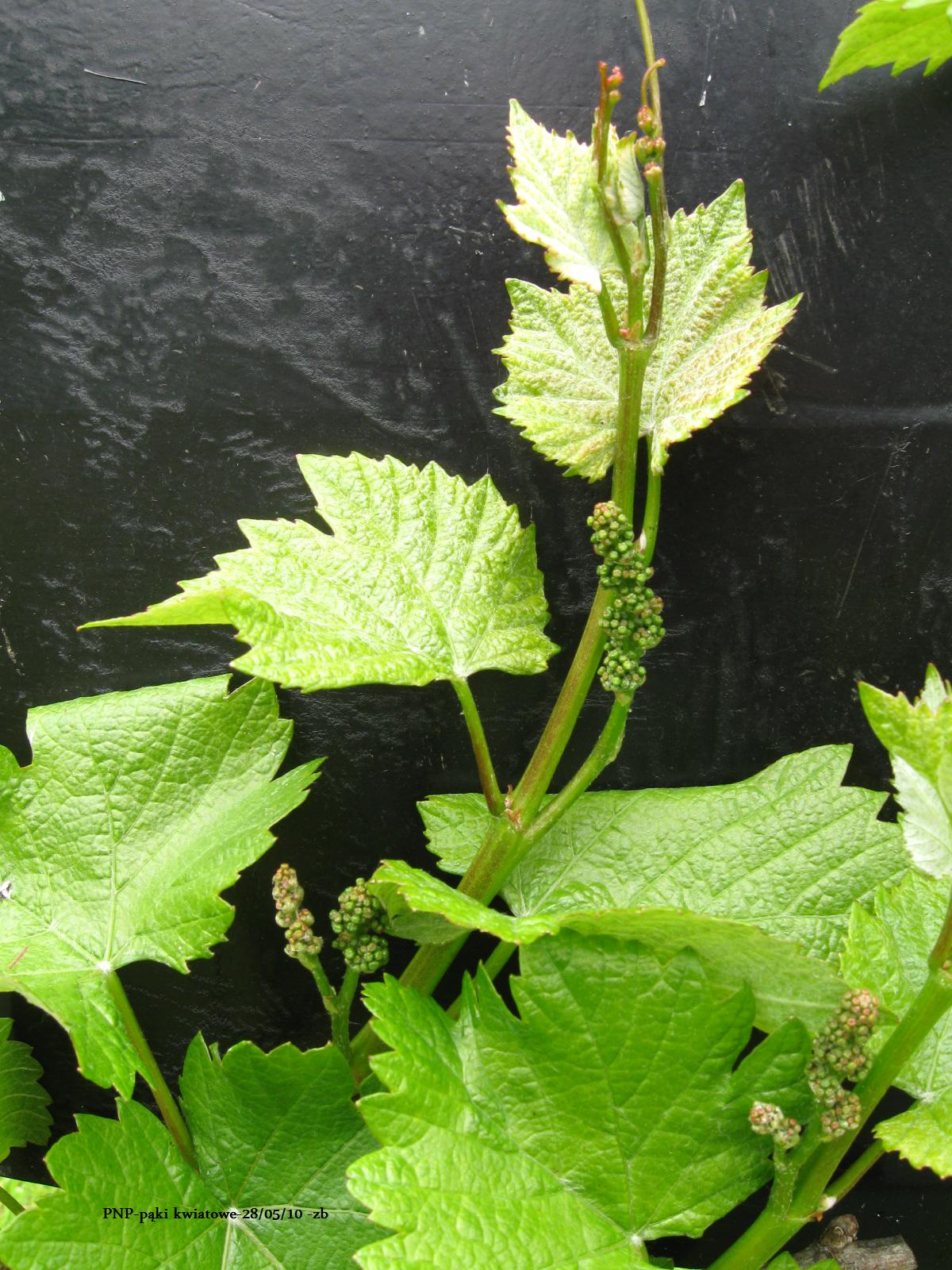
Pinot noir précoce – koronka i pąki kwiatowe

## Fenologia
Pora dojrzewania średnio wczesna, około 2-3 tygodnie przed pinot noir, w podobnej porze jak Siegerrebe

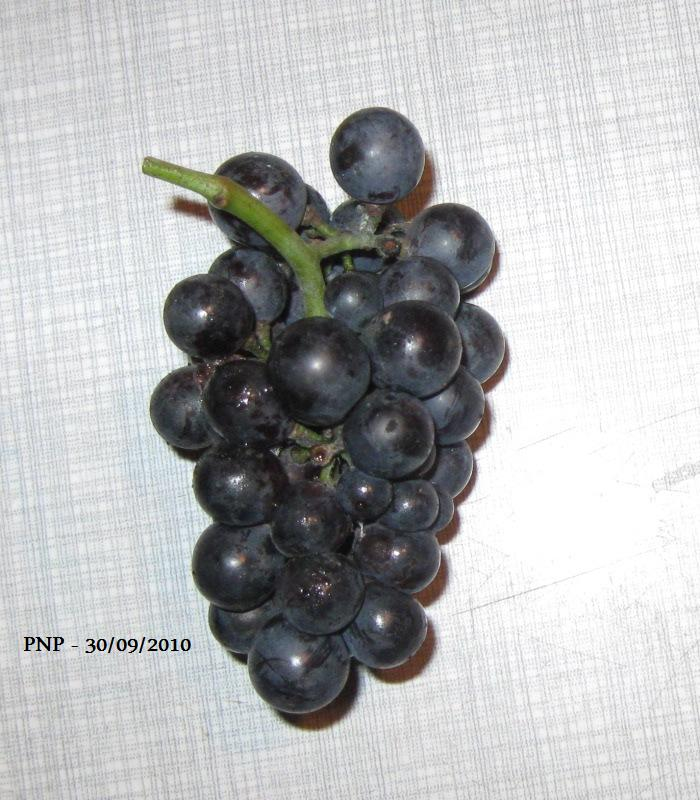
Pinot noir précoce – grono

## Rozpowszechnienie
Brak statystyk francuskich, traktowana tam łącznie z pinot noir.
W Niemczech (jako frühburgunder) około 262 ha w 2012.
Uprawiana w mniejszej skali także w Szwajcarii i innych północnych krajach Europy, a także w Polsce.
Prowadzona jest reintrodukcja pinot noir précoce w Czechach.
Pinot noir précoce dojrzewa wcześniej niż pinot noir i dlatego coraz częściej sadzona jest w chłodniejszych rejonach, tam gdzie pinot noir nie dojrzewa wystarczająco dobrze.

## Wino
Wino dobrej jakości, z delikatnym owocowym aromatem. Często bywa mieszane z winem pinot noir.

## Synonimy
Augsttraube, Augustiner blau, Augustclevner, Augustklevner, Augusttraube, Black Inly, Blaue Jakobstraube, Blauer Frühburgunder, Burgundac crni rani, Burgunder früh blau, Champagner schwarz, Claevner früh, Clevner, Clevner Frühburgunder, Frauentagtraube, Frühburgunder blau, Frühe Jakobstraube, Früher blauer Klevner, Frühreifer schwarzer Burgunder, Frühes Möhrchen, Frühtraube, Gospinsza, Ischia, Iskiya, Jackobstraube, Jacobitraube, Jacobstraube, Jacobszoeloe, Jakobstraube, Jakubske, Jakubske skore, Juliusi szoeloe, July Grape, Korai kek kisburgundi, Laurenzitraube, Laurenziustraube, Loerinc szoeloe, Lujega, Luviana Veronese, Maddalena nera, Madeleine noire, Magdalenentraube, Magdolna szoeloe, Möhrchen, Morillon hâtif, Morillon noir hâtif, Morillon parisien, Noir précoce de Gênes, Noir précoce de Hongrie, Noir printannier, Petit noir précoce, Petit noirin, Pineau de juillet, Pineau Madeleine, Pino cornij ranij, Pino ranii, Pinot hâtif de Rilly, Pinot Madeleine, Pinot nero precoce, Pinot Noir précoce, Pinot Noir précose, Pinot plant de juillet, Pinot pommier, Pinot rannii, Pinot timpuriu, Plant printanier, Précoce noir, Raisin de juillet, Raisin de la Madelaine, Raisin de St. Jean, Raisin précoce, Rani modri burgrendac, Saint Jacques, Szent Anna szoeloe, Schwarzer Tokayer, S. Lorenzo, Tidlig bla burgunder, Tuannes negres, Uva de Trivolte, Uva di Tre Volte, Vigne d’Ischia und Zherna mushza.
W Polsce Pinot Noir Wczesny (popularny skrót PNP) i Burgundzkie Wczesne.

## Galeria

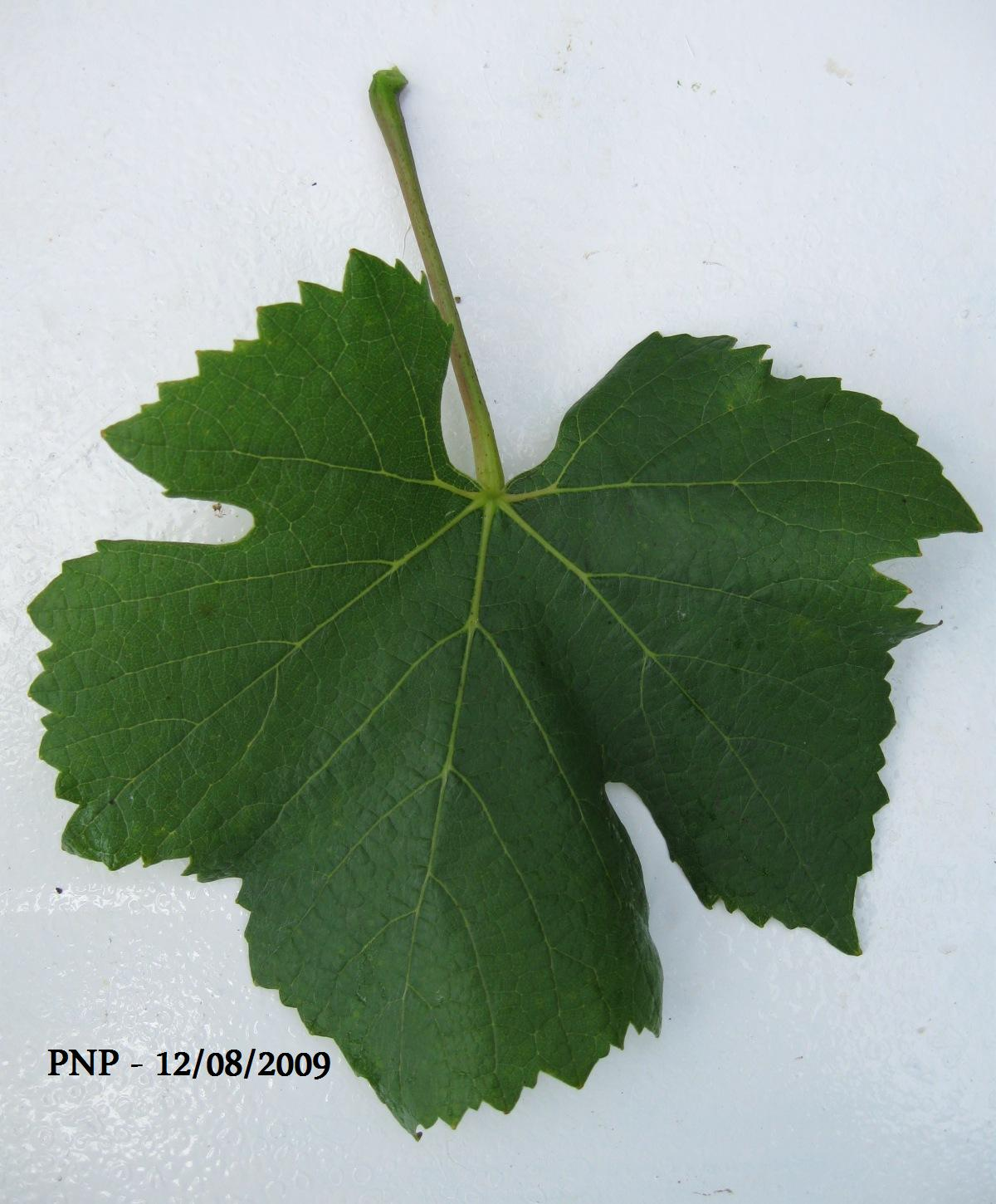
Pinot noir précoce – liść
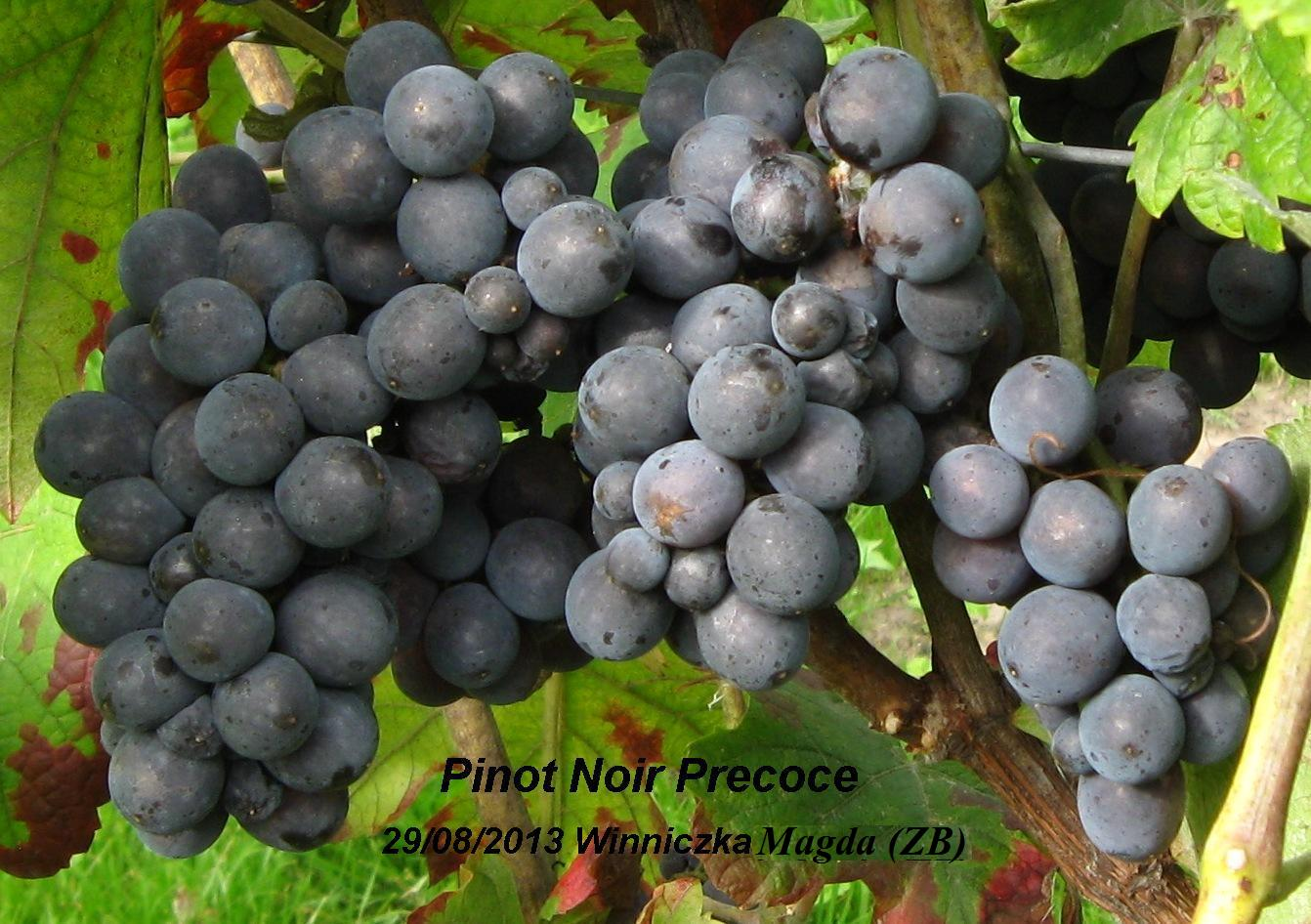
Pinot noir précoce – grona
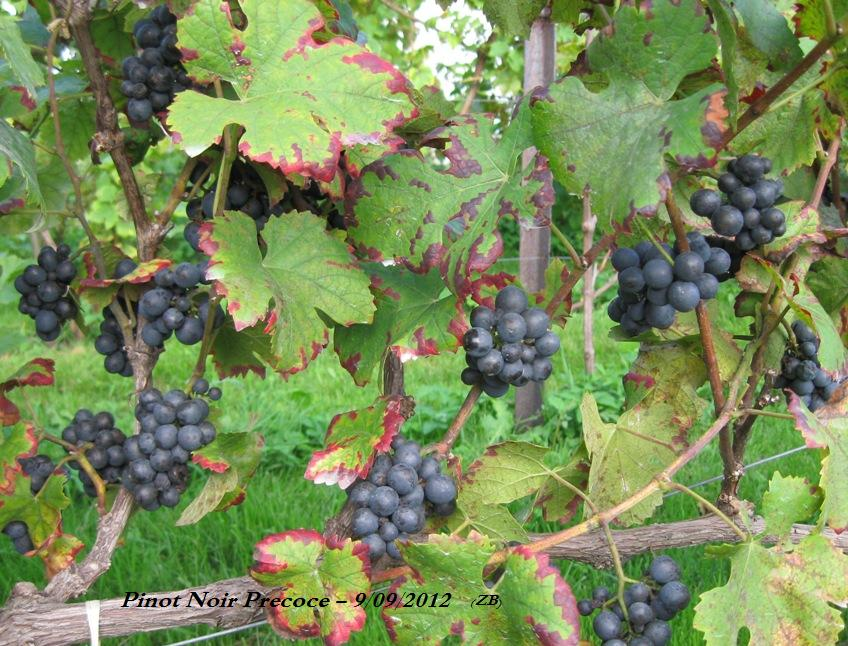
Pinot noir précoce – owocujący krzew
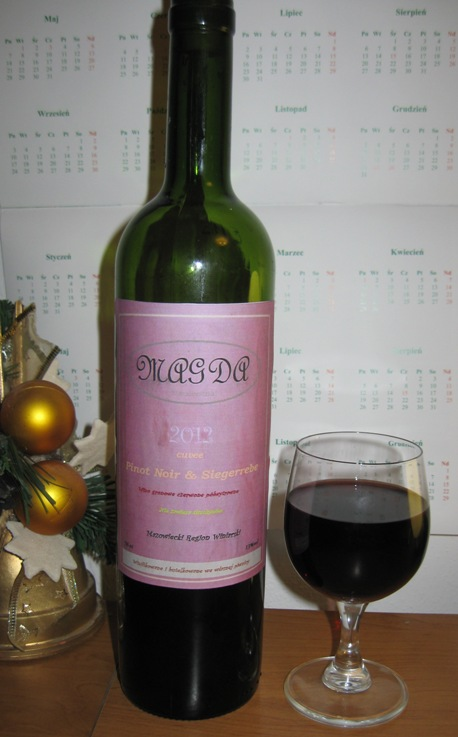
Wino cuvée PNP&Sieger 2012